# V Korpus
Il V Corpus, in cirillico Пети босански ударни корпус, in serbo-croato Peti bosanski udarni korpus ("Quinto corpo d'assalto bosniaco"), è stata una formazione militare dell'Esercito Popolare di Liberazione della Jugoslavia che venne costituita, in un primo momento con la denominazione di II Korpus bosniaco di liberazione nazionale (Drugi bosanski narodnooslobodilački korpus), l'11 maggio 1943 in Bosnia centrale per combattere sul Fronte jugoslavo della seconda guerra mondiale contro gli eserciti delle Potenze dell'Asse e i collaborazionisti cetnici e ustaša.
Il V Korpus, reclutato principalmente tra i serbo-bosniaci della Craina, partecipò a molte battaglie della seconda parte della guerra e contribuì alla liberazione di Sarajevo nell'aprile 1945.

## Storia
Il nuovo raggruppamento di forze partigiano venne costituito ufficialmente dal Comando supremo di Josip Broz Tito l'11 maggio 1943 con la denominazione originaria di II Korpus bosniaco, dopo la decisione di suddividere l'originario I Korpus bosniaco in due unità autonome: il vecchio I Korpus e il nuovo II Korpus. Alla nuova formazione vennero assegnati tre reparti della Craina, la 4ª Divisione, la 10ª Divisione e la 11ª Divisione. Il primo comandante del nuovo korpus fu il giovane ed energico Slavko Rodić, mentre il commissario politico fu Velimir Stojnić; entrambi questi comandanti ricevettero durante la guerra l'onorificenza di Eroi nazionali del popolo.

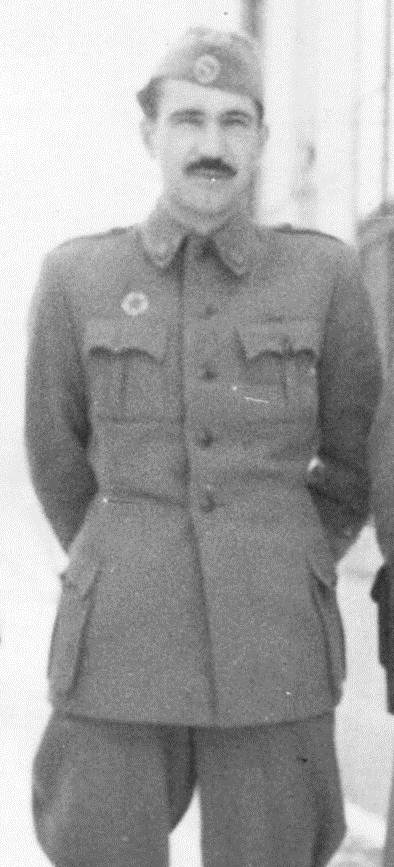
Slavko Rodić, il primo comandante del V Korpus bosniaco.

Il 5 ottobre 1943 il corpo ricevette dal quartier generale il suo nome definitivo e divenne il V Korpus bosniaco dell'Esercito popolare di liberazione jugoslavo; ai primi di novembre dello stesso anno era formato da 9.804 partigiani e venne impiegato in Bosnia centrale in compiti di protezione della nuova "zona libera" del cosiddetto "stato di Tito". Il V Korpus quindi protesse con i suoi reparti il territorio durante la prima sessione dello ZAVNOH e la seconda sessione, tenuta a Jajce alla fine di novembre 1943, dello AVNOJ.
Nel marzo 1944 il V Korpus venne rinforzato con l'assegnazione della nuova 39ª Divisione della Craina; nel maggio 1944 contava 18.370 partigiani effettivi; infine nel luglio 1944 venne ulteriormente potenziato con l'arrivo anche della 53ª Divisione bosniaca centrale. A partire da gennaio 1944 il V Korpus fu duramente impegnato in azione nella prima offensiva di Banja Luka che diede luogo ad aspri combattimenti con pesanti perdite per entrambe le parti; negli scontri venne gravemente ferito anche il comandante Slavko Rodić. Il contrattacco tedesco costrinse le forze partigiane, tra cui il V Korpus, ad abbandonare Jajce e ripiegare verso Drvar, dove il Comando supremo e l'AVNOJ stabilirono il nuovo quartier generale.
Il V Korpus organizzò, insieme al I Korpus, la protezione e la difesa della nuova zona libera; mentre il quartier generale del corpo si trovava a Bosanski Petrovac, le sue divisioni erano schierate circa 15 chilometri a nord-ovest e nord-est di Dvar nel momento in cui, a maggio 1944, i tedeschi sferrarono l'audace operazione Rösselsprung per attaccare il posto di comando di Tito. Furono soprattutto le unità del I Korpus che affrontarono i tedeschi e contrattaccarono per salvare Tito e i componenti del quartier generale partigiano, ma anche le divisioni del V Korpus furono coinvolte in pesanti combattimenti a nord di Dvar contro reparti tedeschi e croati e dovettero combattere duramente per guadagnare tempo e coprire la ritirata del Comando supremo.

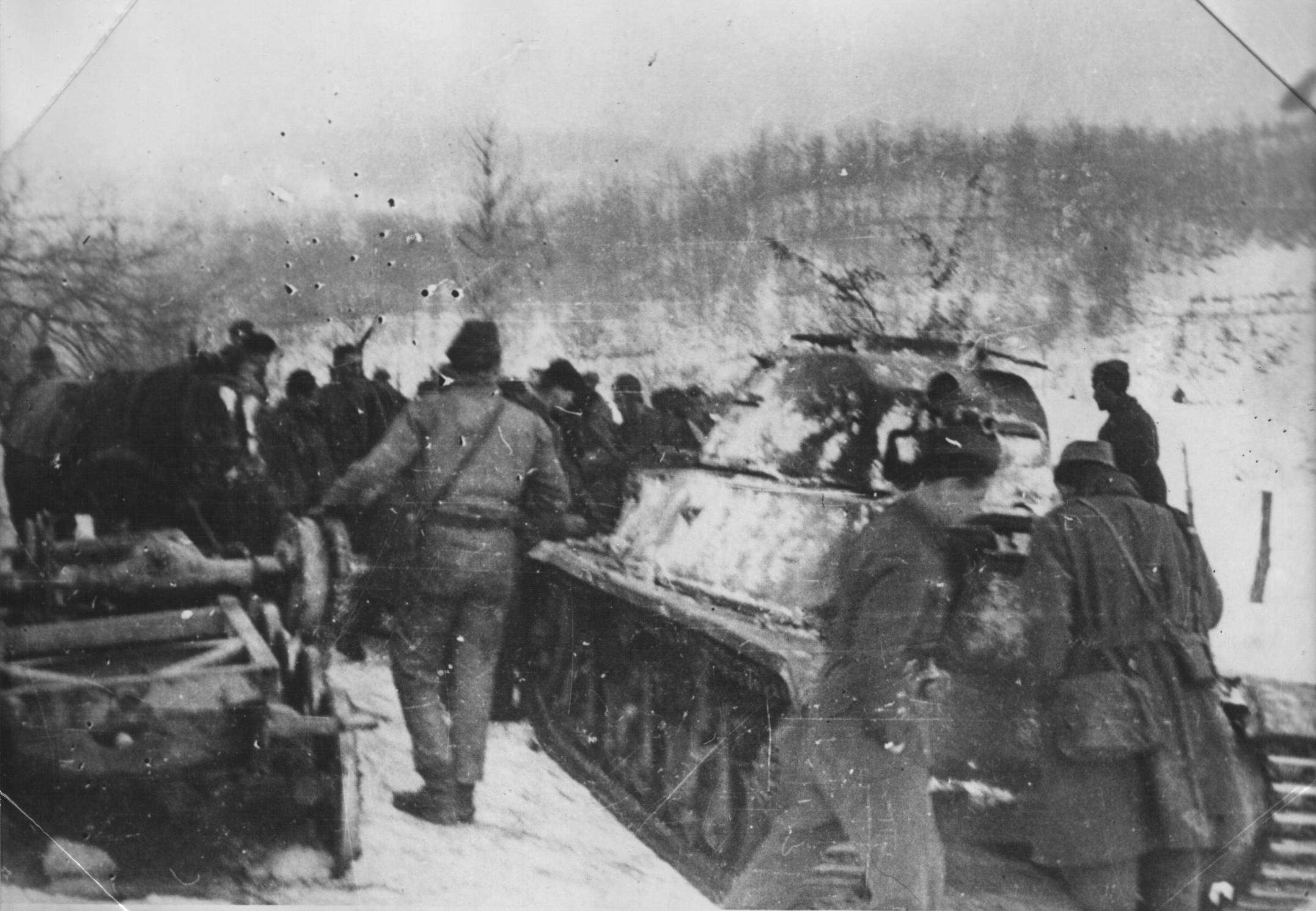
I partigiani del V Korpus durante i combattimenti nell'area di Travnik nell'ottobre 1944.

Dopo aver preso parte al secondo attacco su Banja Luka, nell'inverno 1944-45 il V Korpus combatté per settimane nel settore di Travnik per contrastare l'operazione Lawine; il comando della Wehrmacht riconobbe l'alto spirito combattivo del V Korpus e nella relazione finale la 104ª Divisione tedesca affermò che alcuni reparti del corpo partigiano "avevano dimostrato di essere qualitativamente quasi pari alle truppe regolari russe". Nell'ultima fase della guerra il V Korpus partecipò all'operazione Sarajevo attaccando a nord della città per intercettare le vie di comunicazione della guarnigione tedesca; la missione non ebbe un completo successo e il grosso delle forze nemiche riuscì a ripiegare verso nord-ovest, ma alcuni reparti del corpo d'armata poterono entrare in Sarajevo liberata insieme alle altre formazioni partigiane del II Korpus e del III Korpus.
Il V Korpus venne ufficialmente sciolto il 22 aprile 1945 e la maggior parte delle sue forze vennero assegnata alla 2ª Armata jugoslava, tranne la 53ª Divisione che entrò a far parte del III Korpus fino al termine della guerra di liberazione.